# Eduardo Miguel
Eduardo Miguel (1910 - 10 de octubre de 1980) fue un político argentino, gobernador de la provincia de Santiago del Estero entre 1958 y 1962.

## Biografía
Afiliado en su juventud a la Unión Cívica Radical, fue concejal y diputado provincial durante la llamada Década Infame. Participó en la actuación política contra el gobierno de Juan Domingo Perón.
Acompañó a Arturo Frondizi en la creación de la Unión Cívica Radical Intransigente y fue elegido gobernador por ésta en 1958. Reincorporó a todos los cesanteados por la Revolución Libertadora.
Durante su gestión apareció en Santiago del Estero la organización guerrillera Uturuncos, con la ocupación de la comisaría de Frías. Sin contacto con éstos, se organizó también una activa actuación del sindicalismo peronista en Santiago, donde también fue refundada la Confederación General Económica y el Frente Revolucionario Indoamericano y Popular (FRIP), dirigido por el intelectual izquierdista Francisco René Santucho.
Durante su gestión se inauguró el Hospital Regional de Santiago del Estero.
El gobernador fue acusado por la prensa y la oposición —y también por varios dirigentes de su propio partido— de enriquecimiento ilícito, sin que jamás pudieran probarse las acusaciones.
Al triunfar el peronismo en su provincia en las elecciones legislativas nacionales de 1962 y en las elecciones provinciales de ese mismo año, fue depuesto por la intervención federal ordenada por el presidente Frondizi. Posteriormente se separó de la UCRI y no quiso formar parte del Movimiento de Integración y Desarrollo, de modo que fundó el Movimiento Popular Unido de Santiago del Estero.
Su hijo Guillermo, que fue diputado provincial por el Partido Justicialista en 1973, fue secuestrado y desaparecido por una fuerza policial, en noviembre de 1976.
Falleció en la ciudad de Santiago del Estero el 10 de octubre de 1980.